# Stranger in the Alps
Stranger in the Alps è l'album in studio di debutto della cantautrice statunitense Phoebe Bridgers, pubblicato il 22 settembre 2017 dalla Dead Oceans.

## Tracce
1. Smoke Signals – 5:24 (Phoebe Bridgers, Marshall Vore)
2. Motion Sickness – 3:49 (Phoebe Bridgers, Marshall Vore)
3. Funeral – 3:52 (Phoebe Bridgers)
4. Demi Moore – 3:18 (Phoebe Bridgers, Marshall Vore)
5. Scott Street – 5:05 (Phoebe Bridgers, Marshall Vore)
6. Killer – 3:09 (Bridgers)
7. Georgia – 4:07 (Phoebe Bridgers)
8. Chelsea – 4:42 (Phoebe Bridgers)
9. Would You Rather (feat. Conor Oberst) – 3:19 (Phoebe Bridgers, Marshall Vore, Tony Berg)
10. You Missed My Heart – 6:57 (Mark Kozelek, Jimmy LaValle)
11. Smoke Signals (Reprise) – 0:33 (Phoebe Bridgers, Marshall Vore)

Tracce bonus nella riedizione digitale
1. It'll All Work Out – 2:46 (Tom Petty)
2. Motion Sickness (Demo) – 4:24 (Phoebe Bridgers, Marshall Vore)